# ガングレト
北欧神話において、ガングレト（古ノルド語: Ganglot、「のろま」の意。）は、北欧の黄泉の国にあるヘルの住居エーリューズニルにいる、ヘルの召使い（下女）である。彼女はまた、ヘルの下男ガングラティのパートナーである。彼女の名前は『スノッリのエッダ』第一部『ギュルヴィたぶらかし』第34章に見られる。